# Protallocoxa weddellensis
Protallocoxa weddellensis is een pissebed uit de familie Stenetriidae. De wetenschappelijke naam van de soort is voor het eerst geldig gepubliceerd in 1978 door Leonard Peter Schultz.